# Свислочский район
Сви́слочский райо́н (бел. Свіслацкі раён) — административная единица на юго-западе Гродненской области Республики Беларусь. Административный центр — город Свислочь.
Численность населения — 12 230 человек (на 1 января 2025 года).

## Административное устройство
В районе 152 сельских населённых пунктов в 7 сельсоветах:
- Порозовский
- Вердомичский
- Добровольский
- Незбодичский
- Новодворский
- Свислочский
- Хоневичский

## География
Граничит с Берестовицким и Волковысским районами Гродненской области, Пружанским районом Брестской области, Хайнувским повятом Подляского воеводства Республики Польша. Площадь территории — 1400 км².
Основные реки — Нарев, Россь, Свислочь, Зельвянка.

## Геральдика
Герб и флаг учреждены Указом Президента Республики Беларусь от 14 июня 2007 года № 279 и зарегистрированы в Государственном геральдическом регистре 4 июня 2009 года № Б-108 и № Б-109. Одобрены решением Свислочского районного Совета депутатов от 28 апреля года № 105.

## История
Свислочский район — земля, на которой в древности жили ятвяжские и славянские племена. Значительно позже на этом западном рубеже древнерусского государства расселились поляки, в начале XV века — татары, в начале XVI века — евреи. Свислоччина, таким образом, отличалась полиэтничностью и поликонфессиональностью.
Предположительно, название Свислочь имеет ятвяжское происхождение и означает болото, болотистое место, сырость. По другой версии, название Свислочь связано с рекой Висла. Именно оттуда (с Вислы) двигались славянские племена на восток и заселяли территорию современной Беларуси. Третья версия — название поселения произошло от названия белорусской реки Свислочь в Центральной Беларуси.
Город Свислочь известен с середины XIII века, когда наряду с Гродненским, Новогрудским, Волковысским существовало и удельное княжество во главе с князем Изяславом. Первое упоминание о поселении в Ипатьевской летописи и датируется 1256 годом.
Свислочь развивалась благодаря своему географическому положению и уже в 1523 году получила статус местечка. С 1563 года Свислочью и окружающими землями владел Ян Хадкевич, который в 1572 году обменял Свислочь на Ляховичи. А в 1581 году местечко опять переходит к Ходкевичам. С 1667 года владельцем местечка был прусский землевладелец Кришпин-Киршенштейн.
Особое место в истории Свислочи занял период с 1778 года, когда её хозяином стал Винцент Тышкевич, сенатор Великого княжества Литовского, женатый на племяннице короля Речи Посполитой Августа Понятовского. Это он произвел реконструкцию Свислочи, обустроил в центре местечка большую базарную площадь, на которой проходили ярмарки. В Свислочи были свой зоопарк, театр. Город был украшен парком, 20-метровым обелиском, въездными воротами.
В 1805 году Тышкевич на свои средства основал в Свислочи гимназию первую светскую школу в Белоруссии. В разное время гимназию закончили Кастусь Калиновский, Ковалевский, Горский, Крашевский, Траугутт, Наполеон Орда и другие, чьи имена вошли в белорусскую историю.
В период восстания 1863—1864 годов под руководством Кастуся Калиновского Свислоччина стала местом, где происходили активные действия, перемещения, бои и столкновения повстанцев с императорскими войсками. Кастусем Калиновским при участии Врублевского были изданы семь номеров газеты «Мужыцкая праўда».
Свислочь всегда была административным центром — центром княжества, великокняжеских и королевских владений. С 1507 года она стала центром староства Волковысского уезда и вошла в его состав, а в 1793 году была присоединена к только что образованному Гродненскому воеводству. В 1795 году Свислочь оказалась в составе Слонимской губернии, затем по указу императора Павла I вошла в состав Литовской губернии, а с 1801 года — в состав Гродненской губернии в качестве староства Волковысского уезда.
Долгое время Свислочь находилась в составе Российской империи, а с 1921 по 1939 годы — в составе Польши.

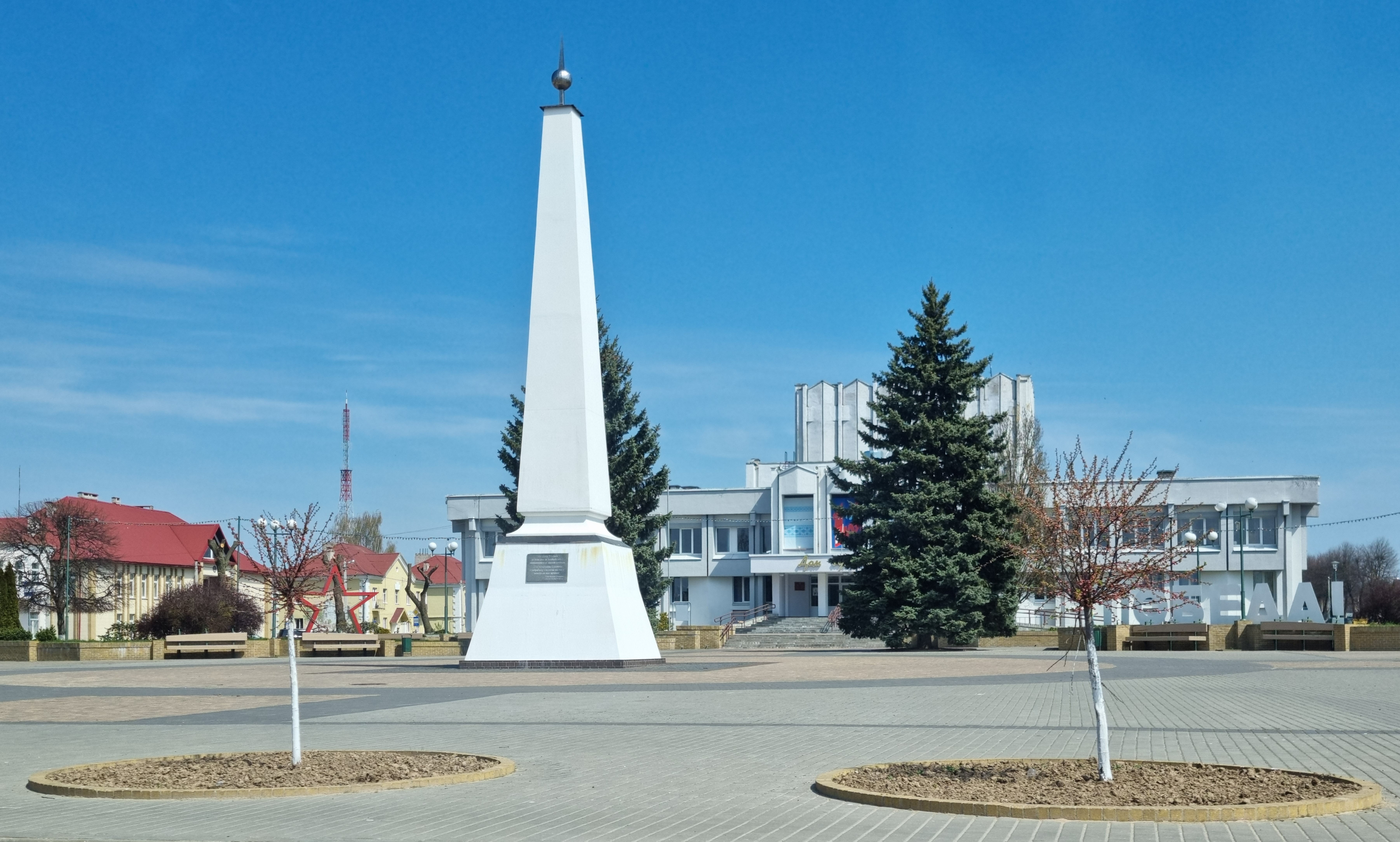
Графский шпиль в Свислочь

В 1921—1939 годах на территории Свислочского района действовали подпольные организации Коммунистической партии Западной Белоруссии, Коммунистического Союза Молодёжи Западной Белоруссии, Товарищество белорусской школы, Белорусской крестьянско-рабочей Громады, которые вели борьбу за национальное освобождение и воссоединение с БССР.
В сентябре 1939 года территория Западной Белоруссии вошла в состав БССР, а в январе 1940 года были созданы Свислочский район Белостокской области (в его состав вошли 17 сельских Советов) и Порозовский район Брестской области (12 сельсоветов). В Свислочи открылись 4 школы: белорусская средняя школа и русская семилетняя школа на базе и в помещении бывшей польской гимназии, польская и еврейская семилетки. Крестьяне получили землю. В крупных населённых пунктах создавались фельдшерско-акушерские пункты, стали работать городская и ряд сельских библиотек, изба — читальня. В Свислочи был открыт кинотеатр «Звезда». Был образован Свислочский районный военный комиссариат, проработавший до 25 июня 1941 года.
22 июня 1941 года немецко-фашистские войска ворвались на территорию Советского Союза, и уже 26 июня немецкие части вошли в посёлок. С первых дней на территории Свислочского района началась массовая борьба с врагом. Действовали 3 партизанские бригады, 13 партизанских отряда и специальная группа «Стойкие». В Доброволе, Новоселках, Лозах действовали подпольные комсомольские организации.
Весной 1942 года нацисты убили около 400 евреев в Порозовском гетто, а в ноябре 1942 года — более 1500 евреев в гетто в Свислочи. Всего за время оккупации в районе были убиты 5231 мирных жителей.
20 января 1960 года в состав Свислочского района передана территория упразднённого Порозовского района.
13 февраля 1960 года в состав Берестовицкого района было передано два сельсовета (Грицевичский и Кватерский). 25 декабря 1962 года к району присоединена большая часть территории упразднённого Берестовицкого района. В тот же день Подоросский сельсовет передан Волковысскому району. 30 июля 1966 года повторно образован Берестовицкий район.
20 октября 1995 года административные единицы Свислочский район и посёлок Свислочь, имеющие общий административный центр, объединены в одну административную единицу — Свислочский район.

## Демография
Численность населения — 12 230 человек (на 1 января 2025 года), в том числе городское — 6 467 человек (Свислочь — 5 851 человек, Порозово — 616 человек), сельское — 5 763 человек.
Население района составляет 13 161 человек, в том числе в городских условиях проживают 6 792 человек (на 1 января 2023 года). В Свислочь — 6 098 человек, в Порозово — 694 человек.
| Численность населения (по годам) | Численность населения (по годам) | Численность населения (по годам) | Численность населения (по годам) | Численность населения (по годам) | Численность населения (по годам) | Численность населения (по годам) | Численность населения (по годам) | Численность населения (по годам) | Численность населения (по годам) |
| 1996                             | 2001                             | 2002                             | 2003                             | 2004                             | 2005                             | 2006                             | 2007                             | 2008                             | 2009                             |
| -------------------------------- | -------------------------------- | -------------------------------- | -------------------------------- | -------------------------------- | -------------------------------- | -------------------------------- | -------------------------------- | -------------------------------- | -------------------------------- |
| 28 400                           | ▼25 108                          | ▼24 393                          | ▼23 759                          | ▼23 058                          | ▼22 412                          | ▼21 694                          | ▼21 200                          | ▼20 673                          | ▼20 191                          |
| 2010                             | 2011                             | 2012                             | 2013                             | 2014                             | 2015                             | 2016                             | 2017                             | 2018                             | 2019                             |
| ▼19 339                          | ▼18 717                          | ▼17 988                          | ▼17 423                          | ▼16 931                          | ▼16 401                          | ▼16 002                          | ▼15 562                          | ▼15 205                          | ▼14 797                          |
| 2020                             | 2021                             | 2022                             | 2023                             | 2024                             | 2025                             |                                  |                                  |                                  |                                  |
|                                  |                                  |                                  | ▼13 161                          |                                  | ▼12 230                          |                                  |                                  |                                  |                                  |

| Национальный состав по переписи населения 2009 года | Национальный состав по переписи населения 2009 года | Национальный состав по переписи населения 2009 года |
| Народ                                               | Численность                                         | %                                                   |
| --------------------------------------------------- | --------------------------------------------------- | --------------------------------------------------- |
| Белорусы                                            | 14 581                                              | 74,63%                                              |
| Поляки                                              | 3999                                                | 20,47%                                              |
| Русские                                             | 689                                                 | 3,53%                                               |
| Украинцы                                            | 170                                                 | 0,87%                                               |
| Цыгане                                              | 24                                                  | 0,12%                                               |
| Армяне                                              | 10                                                  | 0,05%                                               |
| Татары                                              | 8                                                   | 0,04%                                               |
| Немцы                                               | 7                                                   | 0,04%                                               |
| Узбеки                                              | 6                                                   | 0,03%                                               |

## Экономика
По уровню заработной платы Свислочский район — самый бедный в Гродненской области. Среднемесячная номинальная начисленная заработная плата (до вычета подоходного налога и второй части страховых отчислений) в 2017 году составила 558,6 рублей (около 280 долларов). Район занимает 118-е место по уровню заработной платы среди 129 районов и городов областного подчинения Республики Беларусь.

### Сельское хозяйство
В Свислочском районе действуют 8 самостоятельных сельскохозяйственных организаций («Совхоз Великосельский», «Совхоз „Вердомичи“», «Совхоз „Порозовский“», УСП «Новый Двор-Агро», «Стракели», «Ханчицы-Неман», «Акр-Агро» «Хоневичи») и филиал «Незбодичи» ОАО «Волковысский мясокомбинат».
Общая посевная площадь сельскохозяйственных культур в организациях района (без учёта фермерских и личных хозяйств населения) в 2017 году составила 35 609 га (356 км²). В 2017 году под зерновые и зернобобовые культуры было засеяно 17 234 га, под сахарную свеклу — 400 га, под кормовые культуры — 15 303 га.
Валовой сбор зерновых и зернобобовых культур в сельскохозяйственных организациях составил 50 тыс. т в 2015 году, 44,4 тыс. т в 2016 году, 50,8 тыс. т в 2017 году. По валовому сбору зерновых в 2017 году район занял 14-е место в Гродненской области. Средняя урожайность зерновых в 2017 году составила 29,5 ц/га (средняя по Гродненской области — 39,7 ц/га, по Республике Беларусь — 33,3 ц/га). По этому показателю район занял 13-е место в Гродненской области. Валовой сбор свеклы сахарной в сельскохозяйственных организациях составил 10 тыс. т в 2016 году, 18,4 тыс. т в 2017 году. По валовому сбору сахарной свеклы в 2017 году район занял 17-е место в Гродненской области. Средняя урожайность сахарной свеклы в 2017 году составила 459 ц/га (средняя по Гродненской области — 533 ц/га, по Республике Беларусь — 499 ц/га); по этому показателю район занял 11-е место в Гродненской области.
На 1 января 2018 года в сельскохозяйственных организациях района (без учёта фермерских и личных хозяйств населения) содержалось 26,3 тыс. голов крупного рогатого скота, в том числе 9,7 тыс. коров, а также 14,1 тыс. свиней. По поголовью крупного рогатого скота и свиней район занимает 16-е место в Гродненской области.
В 2017 году предприятия района произвели 4,7 тыс. т мяса (в живом весе) и 46,1 тыс. т молока. По производству мяса район занимает 16-е место в Гродненской области. Средний удой молока с коровы — 4953 кг (средний показатель по Гродненской области — 5325 кг, по Республике Беларусь — 4989 кг).

### Промышленность
Действуют 2 промышленных предприятия — «Свислочская фабрика лозовой мебели» (производственный участок ОАО «Гроднопромстрой») и Свислочское РУП ЖКХ.

### Транспорт
Через район проходят железнодорожная линия Хайнувка (Польша) — Свислочь — Волковыск. Свислочь соединена автодорогами с Гродно, Порозово, Волковыском.
На железнодорожной станции Свислочь осуществляется перегрузка содержимого грузовых вагонов (угля, зерна, щебня, удобрений) или перестановка вагонов на тележки европейской колеи 1435 мм (при экспорте товаров) и широкой колеи 1520 мм (при импорте).

## Здравоохранение
В 2017 году в учреждениях Министерства здравоохранения Республики Беларусь в районе работало 57 практикующих врачей и 222 средних медицинских работника. В пересчёте на 10 тысяч человек численность врачей — 37,5, численность средних медицинских работников — 146 (средние значения по Гродненской области — 48,6 и 126,9 на 10 тысяч человек соответственно, по Республике Беларусь — 40,5 и 121,3 на 10 тысяч человек). По обеспеченности населения средними медицинскими работниками район занимает 2-е место в области после Гродно. Число больничных коек в учреждениях здравоохранения района — 151 (в пересчёте на 10 тысяч человек — 99,3; средние показатели по Гродненской области — 81,5, по Республике Беларусь — 80,2). По обеспеченности больничными койками район занимает 1-е место в области.

## Образование

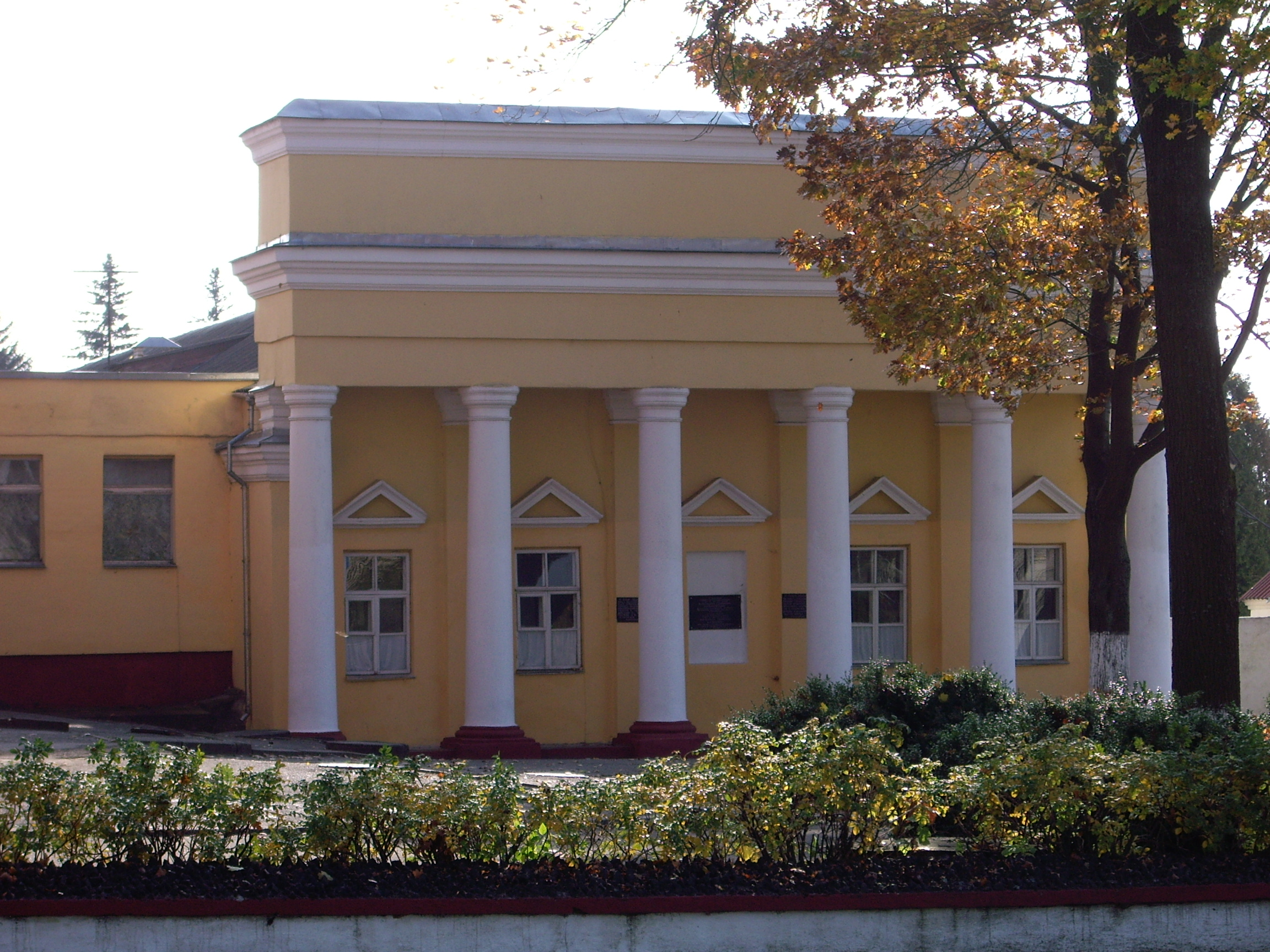
Здание гимназии в городе Свислочь

В 2017 году в районе насчитывалось 10 учреждений дошкольного образования (включая комплексы «детский сад — школа») с 0,5 тыс. детей. В 2017/2018 учебном году в районе действовало 12 учреждений  общего среднего образования, в которых обучалось 1,5 тыс. учеников. Учебный процесс обеспечивали 310 учителей. В среднем на одного учителя приходилось 5 учеников (среднее значение по Гродненской области — 7,9, по Республике Беларусь — 8,7). Численность учеников в пересчёте на одного учителя одна из самых низких в области и стране.

## Религия
В 2018 году в Свислочском районе действовало 9 православных общин, 3 римско-католических, 2 общины евангельских христиан-баптистов, 1 община христиан веры евангельской (пятидесятников). На каждую общину приходится по одному культовому зданию; помимо их, насчитывается 4 часовни. Большинство общин обеспечены священнослужителями — зарегистрировано 8 православных, 2 римско-католических, 3 протестантских священника. В районе действуют 3 православных воскресных школы, в которых занимается 107 детей, 2 католические воскресных школы с 94 детьми, 2 воскресных школы евангельских христиан-баптистов с 18 детьми, 1 воскресная школа христиан веры евангельской с 10 детьми.

## Культура
В Свислочь действует Свислочский историко-краеведческий музей с численностью музейных предметов основного фонда 7,9 тыс. единиц. В 2016 году музей посетили 10,1 тыс. человек (по этому показателю музей занимает 12-е место в Гродненской области).
Также расположены:
- Историко-краеведческий музей ГУО " Учебно-педагогический комплекс Хоневичский детский сад-средняя школа" в агрогородке Хоневичи

## Достопримечательности
- Корпус Свислочской гимназии (1827 г.)
- Костёл францисканцев (1792 г.) в селе Гриневичи
- Усадьба (вторая половина XIX века) в деревне Горностаевичи
- Свято-Успенская (Пречистенская) церковь в агрогородке Доброволя
- Костёл Святого Михаила Архангела (1825 г.) в городском посёлке Порозово
- Комплекс бывшей усадьбы Бутовт-Андрейковичей в городском посёлке Порозово
- Фрагменты бывшей усадьбы: усадебный дом, парк в агрогородке Вердомичи
- Фрагменты бывшего костёла Францисканцев (1792) в Гриневичах
- Свято-Петропавловская церковь (1801) в Горностаевичах
- Свято-Покровская церковь (1860-е) в посёлке Островский

## Галерея

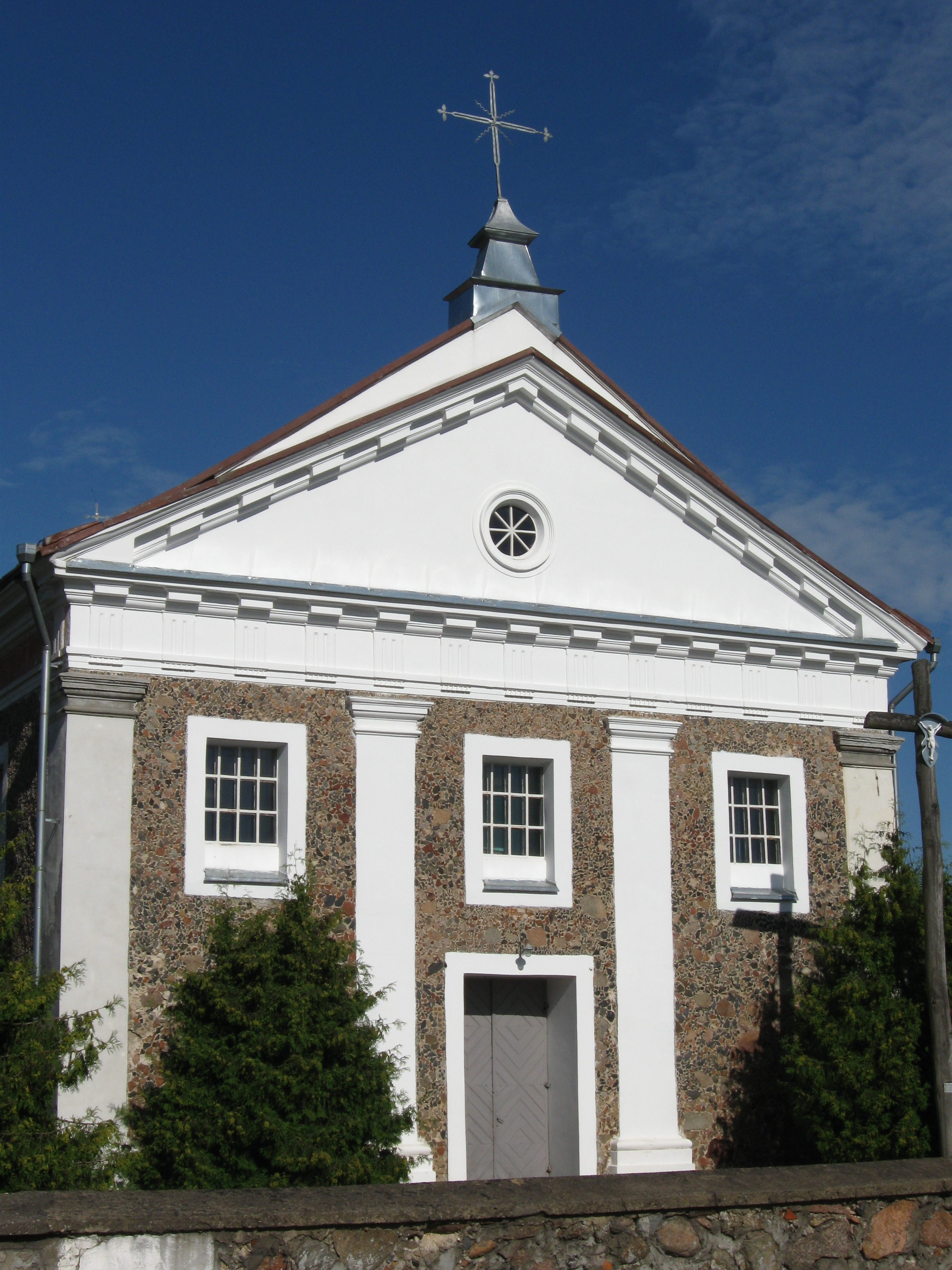
Костёл Святого Михаила Архангела в Порозово
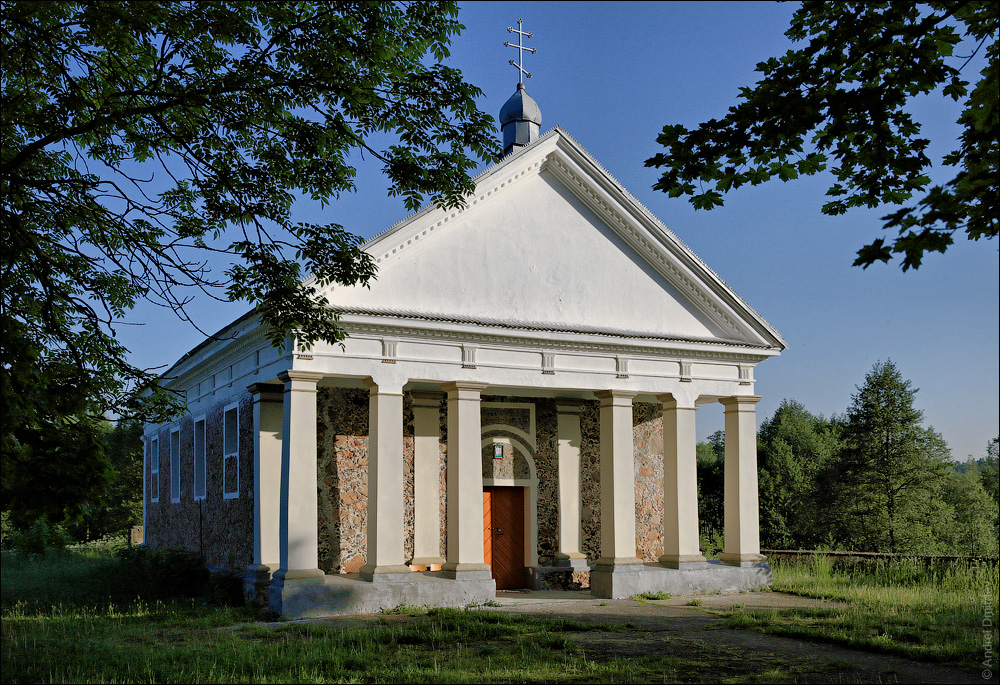
Свято-Петропавловская церковь в Горностаевичах
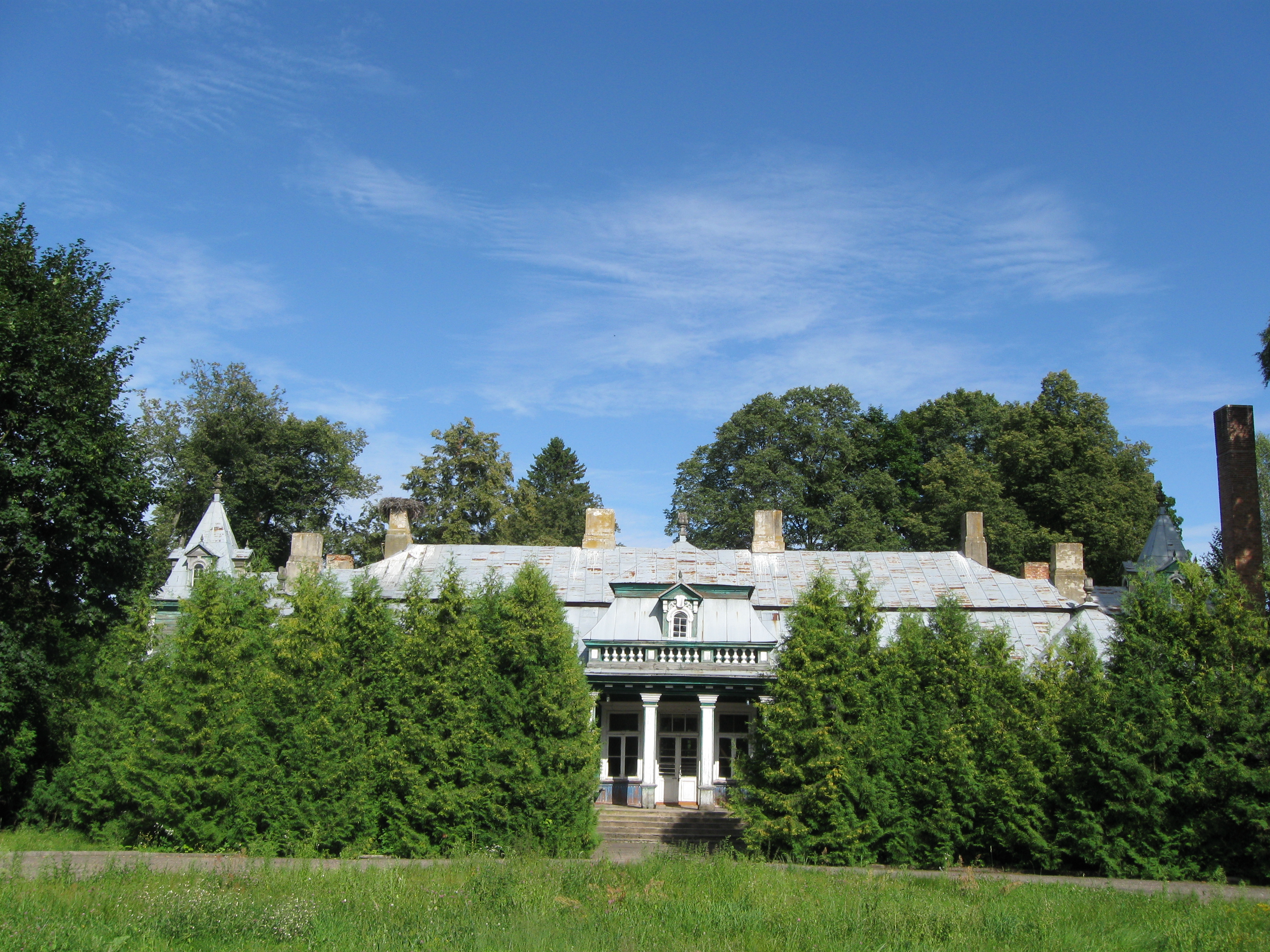
Комплекс бывшей усадьбы в Порозово